# مایکل دامیان
مایکل دامیان (انگلیسی: Michael Damian؛ زادهٔ ۲۶ آوریل ۱۹۶۲) یک هنرپیشه، کارگردان، و خواننده اهل ایالات متحده آمریکا است.